# Phaeostigma (Aegeoraphidia) remane
Phaeostigma (Aegeoraphidia) remane is een kameelhalsvliegensoort uit de familie van de Raphidiidae. De soort komt voor In Turkije en Irak.
Phaeostigma (Aegeoraphidia) remane werd voor het eerst wetenschappelijk beschreven door H. Aspöck et al. in 1976.